# Maxime Beney

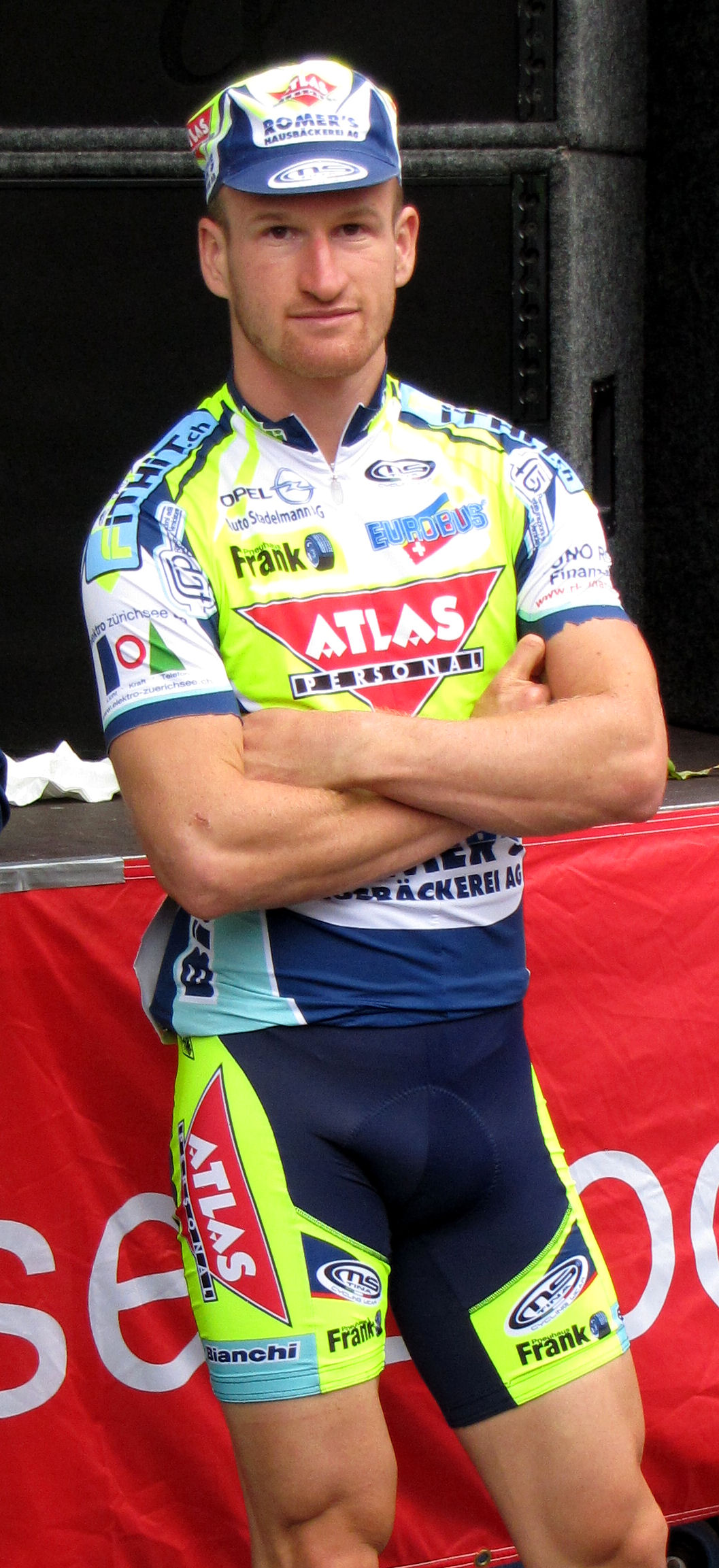
Maxime Beney (2009)

Maxime Beney (* 20. Februar 1984) ist ein Schweizer Strassenradrennfahrer.
Er belegte 2002 bei der Schweizer Strassenradmeisterschaft den dritten Platz im Strassenrennen der Junioren. Bei der nationalen Meisterschaft 2006 in Boningen-Aarau wurde er Schweizer U23-Meister im Strassenrennen. Ausserdem gewann er 2006 ein Rennen in Lausanne. Im nächsten Jahr war er beim Grand Prix Oberes Fricktal erfolgreich. In der Saison 2009 ging Beney für das Schweizer Continental Team Atlas Romer’s Hausbäckerei an den Start.

## Erfolge
2006
- Schweizer Meister – Strassenrennen (U23)

## Teams
- 2009 Atlas Romer’s Hausbäckerei